# Морено, Марлос
Ма́рлос Море́но Дура́н (исп. Marlos Moreno Durán; род. 20 сентября 1996[…], Медельин) — колумбийский футболист, нападающий турецкого клуба «Коньяспор». Выступал за сборную Колумбии.

## Биография
Марлос Морено родился в Медельине и в возрасте 14 лет (в 2010 году) присоединился к футбольной академии местного «Атлетико Насьоналя» — самого титулованного клуба Колумбии. За основу «бело-зелёных» дебютировал 23 июля 2014 года в матче Кубка Колумбии против «Агилас Дорадас» (ныне «Рионегро Агилас»). Молодой игрок вышел на замену Родину Киньонесу во втором тайме встречи, закончившейся победой «атлетов» 3:1.
В колумбийской Примере Морено дебютировал 15 октября того же года. Он вышел в стартовом составе в игре против «Депортиво Пасто», игра завершилась поражением «Атлетико Насьоналя» 1:2.
Первый гол в профессиональной карьере Морено забил 11 сентября 2015 года — в ворота «Депортиво Кали» (3:0). В ответной игре финала Финалисасьона-2015 против «Хуниора» из Барранкильи Морено отметился забитым голом на 30 секунде встречи. Это был самый быстрый гол в истории «Атлетико Насьоналя». Этот мяч позволил выравнять положение по итогам двух встреч (2:2, гостевые голы в финале чемпионата Колумбии не считаются) и довести противостояние до серии пенальти. В них победу 3:2 одержал «Атлетико Насьональ» и завоевал очередной чемпионский титул.
В розыгрыше Кубка Либертадорес 2016 Марлос Морено стал одним из лидеров «Атлетико Насьоналя», ставшего победителем турнира. Морено отметился тремя забитыми голами.
В 2013 году Марлос Морено выступа за юношескую (до 17 лет) сборную Колумбии. 11 февраля 2016 года Хосе Нестор Пекерман впервые вызвал Морено в расположение основной сборной Колумбии. Морено дебютировал за национальную команду 24 марта в матче отборочного турнира к чемпионату мира 2018 года против Боливии. Марлос вышел на замену Хуану Куадрадо на 85 минуте встречи, завершившейся гостевой победой колумбийцев 3:2.
В мае того же года Пекерман включил Марлоса Морено в заявку на Кубок Америки столетия в США. 11 июня 2016 года забил свой первый гол за сборную Колумбии в ворота Коста-Рики.
8 августа 2016 года подписал контракт с «Манчестер Сити» и отправился в аренду на год в «Депортиво». За футболиста «горожане» заплатили 4,75 млн фунтов стерлингов (6,3 млн долларов). В следующем сезоне футболист вновь был отдан в аренду, на этот раз в «Жирону».

## Статистика

### Сборная
| Команда  | Год   | Игр | Голы |
| -------- | ----- | --- | ---- |
| Колумбия |       |     |      |
| 2016     | 8     | 1   |      |
| Всего    | Всего | 8   | 1    |

## Достижения
- Чемпион Колумбии (1): 2015 (Финалисасьон)
- Победитель Суперлиги Колумбии (1): 2016
- Обладатель Кубка Либертадорес (1): 2016